# Polysorbater
Polysorbater är en grupp av syntetiska ytaktiva ämnen med polyoxyetylen-(20)-sorbitan som polär grupp kopplad till en fettsyra.

## Framställning
Polysorbater framställs genom en blandning av partiella sorbitolestrar, dess mono- och dianhydrider och en organisk fettsyra. Denna blandning kondenseras med cirka 20 mol etyleneoxid per mol sorbitol och anhydrider.

## Användningsområden
Används som emulgeringsmedel i läkemedel och livsmedel då ofta med syftet att lösa olja i vattenfas. 

## Handelsnamn
Vanliga handelsnamn på polysorbater är bland annat varumärkena Alkest, Canarcel and Tween.

## De olika polysorbaterna
Gruppen polysorbater består av följande varianter
| Allmänt namn  | Kemiskt namn                                |
| ------------- | ------------------------------------------- |
| Polysorbat 20 | Polyoxyethylene (20) sorbitan monolaurate   |
| Polysorbat 40 | Polyoxyethylene (20) sorbitan monopalmitate |
| Polysorbat 60 | Polyoxyethylene (20) sorbitan monostearate  |
| Polysorbat 65 | Polyoxyethylene (20) sorbitan tristearate   |
| Polysorbat 80 | Polyoxyethylene (20) sorbitan monooleate    |